# Tafea
Tafea je pokrajina u državi Vanuatu u južnom Pacifiku.

## Etimologija
Kao i kod ostalih šest pokrajina Vanuatua, njeno ime umjetna je tvorevina i sastoji se od početnih slova otoka koje čine tu pokrajinu: Tanna, Aniwa, Futuna, Erromango i Anatom.

## Zemljopis
Smještena je južno od pokrajine Malampa. Glavni grad pokrajine je Isangel.

### Otoci
| Ime otoka | glavno naselje | Površina (km²) | Broj stanovnika | najviši vrh           | visina (m) | Koordinate                                      |
| --------- | -------------- | -------------- | --------------- | --------------------- | ---------- | ----------------------------------------------- |
| Tanna     | Lenakel        | 565            | 28,799          | Mount Tukosmera       | 1,084      | 19°29′15″S 169°19′50″E / 19.48750°S 169.33056°E |
| Aniwa     | Ikaokao        | 8              | 341             | –                     | 42         | 19°15′01″S 169°36′04″E / 19.25028°S 169.60111°E |
| Futuna    | Mohoun'gha     | 11             | 535             | Tatafou               | 666        | 19°31′47″S 170°13′08″E / 19.52972°S 170.21889°E |
| Erromango | Potnarvin      | 975            | 1,950           | Mount Santop          | 886        | 18°48′50″S 169°07′22″E / 18.81389°S 169.12278°E |
| Aneityum  | Anelgauhat     | 162            | 915             | Mount Inrerow Atahein | 852        | 20°11′18″S 169°49′34″E / 20.18833°S 169.82611°E |
| Tafea     | Isangel        | 1,721          | 32,549          | Mount Tukosmera       | 1,084      | 19°30′S 169°30′E / 19.500°S 169.500°E           |

## Stanovništvo
Pokrajina ima oko 32,540 stanovnika na području koje obuhvaća 1628 km². 

## Napomene
1. ↑  uključujući Vete Manung (Île de la Chèvre, Goat Island) (5.6 km sjeveroistočno, površine 0.12 km² 
) i otok Vete Manung (15 km sjeveroistočno)
2. ↑  Uključujući otok Inyeug (0.6 km jugozapadno, zračna luka Anatom), ali bez udaljenih otoka Matthew i Hunter, koje stanovnici otoka Anatom smatraju svojim vlasništvom